# Carlos Ruas
Carlos Henrique Ruas Bon (Niterói, 23 de julho de 1985) é um designer gráfico e cartunista brasileiro, conhecido pela webcomic Um Sábado Qualquer.
Com formação em desenho industrial, atua profissionalmente em desenho de quadrinhos desde 2010. Recebeu o Troféu HQ Mix na categoria web tira em 2012.
Em 2016, foi um dos fundadores do canal de divulgação científica Bláblálogia, ao lado de Laranjeira, Simões, Estevão, Pirula, Mila Massuda, Tina Silva, Davi Calazans, Chico Camargo, Emilio Garcia, Rafael Procópio e Devanil Junior.

## Livros
Embora publique principalmente na internet, Ruas também editou em formato de livro as seguintes publicações:
- Um Sábado Qualquer... [S.l.]: Devir Livraria. 2011. 128 páginas. ISBN 9788575324875

- Boteco dos Deuses. [S.l.]: Verus. 2012. 128 páginas. ISBN 9788576861850

- Fique com os deuses!. [S.l.]: Grande Batata Mãe. 2014. 128 páginas

- Carlos Ruas; Leonardo Maciel (2015). Nos Bastidores da Bíblia: Êxodo. [S.l.]: Um Sábado Qualquer. 112 páginas

- Almanaque dos Deuses. [S.l.]: Aquário Editorial. 2015. 54 páginas. ISBN 9788568766095

- Deus por Trás das Câmeras. [S.l.]: Aquário Editorial. 2015. 126 páginas. ISBN 9788568766064

- A Infância de Cristo. [S.l.]: Ed. do Autor. 2017. 160 páginas. ISBN 9788556060013

- Carlos Ruas; Luis Hu Rivas (2018). Um Sábado com Allan Kardec. [S.l.]: Petit. 64 páginas. ISBN 9788572533348

- Mundo avesso. [S.l.]: Um Sábado Qualquer. 2018. 136 páginas. ISBN 978-8556060044

- Cães e Gatos. [S.l.]: Planeta. 2019. 176 páginas. ISBN 9788542216806